# یان توپیچ
یان تومیسلاو توپیچ فرود (زاده ۲۳ آوریل ۱۹۸۳) یک تاجر، اقتصاددان و سیاستمدار اکوادوری است که نامزد ریاست جمهوری اکوادور در انتخابات عمومی سال ۲۰۲۳ است. او قبل از نامزدی برای ریاست جمهوری، از سال ۲۰۱۰ به عنوان ریاست Telconet خدمت کرده‌است. فعالیت‌های ادعایی او برای لژیون خارجی فرانسه نگرانی‌هایی را در مورد مزدور بودن توپیچ ایجاد کرده‌است، برچسبی که او تکذیب کرد. قبل از بحران سیاسی اکوادور در سال ۲۰۲۳، او برای مدت کوتاهی توسط گیرمو لاسو به عنوان وزیر امنیت معرفی شده بود.

## اوایل زندگی
توپیچ در سال ۱۹۸۳ در گوایاکیل، اکوادور در خانواده تاجر تامیسلاو توپیچ به دنیا آمد. در سال ۲۰۰۵ از دانشگاه پنسیلوانیا با مدرک لیسانس در رشته اقتصاد و تجارت فارغ‌التحصیل شد. وی مدرک کارشناسی ارشد خود را در رشته اقتصاد در سال ۲۰۱۲ از دانشکده اقتصاد لندن اخذ کرد.

## فعالیت‌های نظامی
او در لژیون خارجی فرانسه آموزش نظامی دید و ادعا کرد که در طول تهاجم روسیه، در اوکراین بوده و در بخش‌هایی از آفریقا و سوریه جنگیده‌است. به همین دلیل او را متهم به مزدوری کردند، با این حال، او ادعا کرد که یک «سرباز حرفه‌ای نخبه» بوده و برای فرانسه جنگیده‌است زیرا بین سال‌های ۲۰۰۶ تا ۲۰۱۲ دارای تابعیت دوگانه اکوادوری-فرانسوی بوده‌است

## شغل تجاری
از سال ۲۰۱۰، او به عنوان رئیس Telconet، شرکتی که توسط پدرش تأسیس شده بود، خدمت می‌کند. او مدیر هشت شرکت است، از جمله Academseg, Transcorpecuador, Inmobiliaria Leonortres و سهامدار هفت شرکت دیگر.
در سال ۲۰۱۹، او در جریان پرونده اودبرشت به دلیل پولشویی مورد بازجویی قرار گرفت.

## زندگی سیاسی

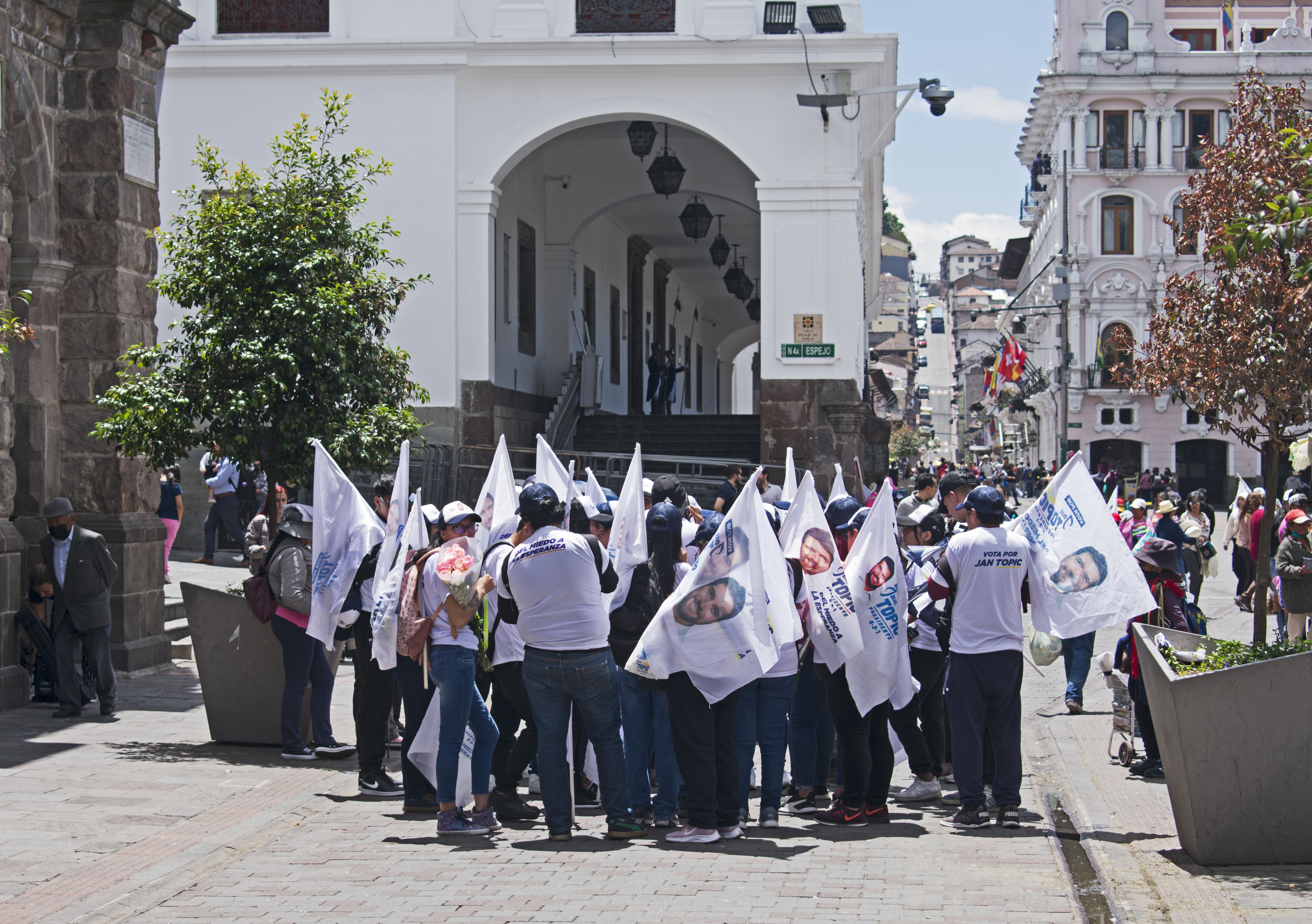
حامیان یان توپیچ قبل از دوره اول انتخابات ریاست جمهوری 2023

در آوریل ۲۰۲۳، او توسط رئیس‌جمهور گیرمو لاسو به جای وزیر امنیت دیگو اوردونز انتخاب شد. نامزدی او به دلیل اتهاماتی که علیه توپیچ مبنی بر مزدور بودن مطرح شد، جنجال به پا کرد. اگرچه او این سمت را پذیرفت، لاسو در نهایت تصمیم گرفت که او را منصوب نکند و به جای آن واگنر براوو را منصوب کرد.

### نامزدی ریاست جمهوری ۲۰۲۳
در ماه مه ۲۰۲۳، پس از انحلال مجلس ملی، وی نامزدی خود را برای ریاست جمهوری اکوادور در انتخابات عمومی آینده اعلام کرد. حزب سوسیال مسیحی از نامزدی او حمایت می‌کند. پدرو خوزه فریله، وکیل و نامزد سال ۲۰۲۱ برای مدت کوتاهی به عنوان معاون وی معرفی شد، تا این که شورای ملی انتخابات اعلام کرد که انتخابات ۲۰۲۳ باید در نامزدی زنان و مردان برابر باشد. روزنامه‌نگار و وکیل دیانا جیکوم بعداً به عنوان معاون توپیچ معرفی شد.
دو نظرسنجی انجام شده در ۹ اوت، روز ترور فرناندو ویلاوینسسیو، توپیچ را در جایگاه سوم با فاصله کمی پس از ویلاوینسسیو و لوییسا گونزالس نشان می‌داد. پس از ترور ویلاوینسسیو در ویدئویی که در شبکه‌های اجتماعی منتشر شد، یک گروه جنایتکار معروف به لوس لوبوس مسئولیت این حمله را بر عهده گرفت و تهدید به ترور توپیچ کرد.
در ۱۲ آگوست، یک نظرسنجی نشان داد که توپیچ با ۲۱٫۷ درصد نسبت به گونزالس با ۲۴٫۹ درصد در جایگاه دوم قرار دارد.